# Peromyia leveillei
Peromyia leveillei är en tvåvingeart som beskrevs av Jean-Jacques Kieffer 1894. Peromyia leveillei ingår i släktet Peromyia och familjen gallmyggor.
Artens utbredningsområde är Frankrike. Inga underarter finns listade i Catalogue of Life.